# Du miel plein la tête
Pour plus de détails, voir Fiche technique et Distribution.
Du miel plein la tête (Head Full of Honey) est un film américain réalisé par Til Schweiger, sorti en 2018. Il s'agit d'un remake du film allemand Honig im Kopf, du même réalisateur, sorti en 2014.

## Synopsis
Nick et Sarah vivent près de Londres avec leur fille de 10 ans, Tilda. Ce couple, qui connait pas mal de problèmes, va devoir accueillir Amadeus, le père de Nick. Ce dernier, veuf depuis peu, est atteint de la maladie d'Alzheimer et ne peut plus vivre seul. Amadeus va ensuite partir en voyage à Venise, sur les traces de son passé, avec sa petite-fille.

## Fiche technique
Sauf indication contraire, les informations mentionnées dans cette section peuvent être confirmées par la base de données cinématographiques IMDb,  présente dans la section « Liens externes ».
- Titre original : Head Full of Honey
- Titre français : Du miel plein la tête
- Réalisation : Til Schweiger
- Scénario : Til Schweiger, Lo Malinke et Jojo Moyes, d'après Honig im Kopf écrit par Hilly Martinek et Til Schweiger
- Direction artistique : Stefanie Kromrei et Stefan Speth
- Décors : Isabel von Forster
- Costumes : Metin Misdik
- Photographie : René Richter
- Montage : Christoph Strothjohann
- Musique : Diego Baldenweg, Lionel Vincent Baldenweg, Nora Baldenweg et Martin Todsharow
- Production : Til Schweiger et Christian Specht

Producteur associé : Jonathan Grossman
Producteurs délégués : Kimberly Hines
- Sociétés de production : Barefoot Films et Warner Bros.
- Société de distribution : Warner Bros. (États-Unis, France)
- Budget : n/a
- Pays d'origine :  États-Unis
- Langue originale : anglais
- Format : couleur
- Genre : Comédie dramatique
- Durée : 149 minutes
- Dates de sortie[1] :
  - Espagne : 27 octobre 2018 (festival international du film de Valladolid)
  - France : 20 mars 2019
  - Allemagne : 21 mars 2019

## Distribution
- Nick Nolte (VF : Jacques Frantz) : Amadeus Ross
- Matt Dillon (VF : Maurice Decoster) : Nick Ross
- Emily Mortimer (VF : Rafaèle Moutier) : Sarah Ross
- Sophia Lane Nolte (VF : Kaycie Chase) : Matilda Ross
- Jacqueline Bisset (VF : Béatrice Delfe) : Vivian
- Eric Roberts (VF : Guy Chapellier) : Dr Holst
- Greta Scacchi (VF : Gabriella Bonavera) : la mère supérieure
- Jake Weber (VF : Cédric Ingard) : Dr Edwarts
- Til Schweiger (VF : Arnaud Arbessier) : Kellner, le serveur du restaurant londonien
- Claire Forlani (VF : Sybille Tureau) : Mme Seager
- Julian Ovenden (VF : Pierre Tessier) : Serge
- Jo Ashe (VF : Marie-Martine) : Hilda
- Joplin Sibtain (VF : Nicolas Justamon) : Mickey
- Leigh Gill (VF : Jean-Marc Charrier) : Vince
- J. David Hinze (VF : Tugdual Rio) : le prêtre
- Toni Garrn : Nora
- Emily Cox (VF : Elsa Bougerie) : la directrice de la maison de retraite
- Giampiero Judica (VF : Salvatore Ingoglia) : le réceptionniste de l'hôtel italien
- Veronica Ferres : la femme dans le train
- Costa Ronin : le russe dans le restaurant

 Source et légende : version française (VF) sur RS Doublage et selon le carton du doublage français sur le DVD zone 2.

## Production
Le remake américain du film allemand Honig im Kopf est annoncé en mars 2018, toujours avec Til Schweiger comme réalisateur. Nick Nolte est choisi pour le rôle principal, alors que Michael Douglas avait été envisagé. Matt Dillon et Emily Mortimer sont choisis pour incarner son fils et sa belle-fille,. Jacqueline Bisset rejoint la distribution en avril 2018. Sophia Lane Nolte, qui incarne la jeune Tilda, n'est autre que la fille de Nick Nolte.
Le tournage débute en juin 2018 en Allemagne. Il a lieu dans le land du Schleswig-Holstein. Il se déroule également à Londres et en Italie.